# Lobocleta tacturata
Lobocleta tacturata là một loài bướm đêm trong họ Geometridae.